# Forte do Rio Tapado
O Forte do Rio Tapado localizava-se na margem direita do rio Tapado, a cerca de cinco quilômetros a norte do centro histórico de Olinda, no litoral do atual estado de Pernambuco, no Brasil.

## História
Embora relacionada por SOUZA (1885) como uma fortificação ligeira, erguida em 1630 (op. cit., p. 86), foi iniciada por Matias de Albuquerque (1590-1647) quando governador e Capitão-general do Estado do Brasil (1624-1627), após a primeira das Invasões holandesas do Brasil, à capital, Salvador de 1624 a 1625, "(...) para defesa do desembarque naquele porto e nas praias da parte do Pau Amarelo" (VIANNA, 1944), via de acesso ao norte de Olinda.
No contexto da segunda das Invasões Neerlandesas (1630-1654), ao retornar ao Brasil em Outubro de 1629 como Superintendente da Guerra da Capitania de Pernambuco, Matias de Albuquerque encontrou-a desmantelada e sem a artilharia que ali deixara para a sua defesa. Sem tempo hábil para o desenvolvimento dos trabalhos de recuperação, iniciados às pressas (BARRETTO, 1958:137), o forte não passou de um entrincheiramento de campanha, sendo evacuado ante a superioridade dos invasores, em Fevereiro de 1630.
No século XVIII, o Governador e Capitão General da Capitania de Pernambuco, Luís Diogo Lobo da Silva, reforçou as fortificações do litoral pernambucano tendo erguido trincheiras de faxina, estacaria e terra, inclusive até ao rio Tapado ("Trincheira, que por ordem do Ilmo., e Exmo. Sr. Luís Diogo Lobo da Silva, Governador e Capitão General das Capitanias de Pernambuco mandou erigir na marinha da cidade de Olinda, desde o Dique ou Varadouro, até por todo o rio Tapado [...], c. 1762". Arquivo Histórico Ultramarino, Lisboa) (IRIA, 1966:54, 57).